# Anna Cathrine af Brandenburg
Anna Cathrine af Brandenburg (født 26. juli 1575 i Wolmarstädt, død 29. marts 1612 i København) var dronning af Danmark og Norge fra 1597 til 1612.
Hun var datter af markgreve Joachim Frederik af Brandenburg, senere kurfyrste af Brandenburg og Katharina af Brandenburg-Küstrin. Hun blev gift med Christian 4. i 1597.

## Biografi
Anna Cathrine blev født den 26. juli 1575 i Halle og voksede op i Wolmarstädt
Hendes valgsprog - som ses på porten ved indgangen til Frederiksborg Slot - var: "Led mig Jehova, med din hellige ånd".
Hun mødte første gang Christian IV under dennes rejse i Tyskland i efteråret 1595, og han besluttede vistnok allerede da at gifte sig med hende. Sammen med sine forældre gjorde hun genbesøg hos kongen ved hans kroning i København i august 1596, og efter et nyt møde med hende i januar 1597 sendte Christian IV derefter i august 4 rigsråder til Magdeburg, hvor ægteskabskontrakten undertegnedes. Brylluppet fandt sted i Haderslev den 27. november 1597, og den 11. juni 1598 kronedes hun i København.
Samtiden roste hende for hendes tilbageholdne levevis og hendes religiøsitet; påfaldende er det, at hun trods sit venskabelige forhold til den strengt luthersk-orthodokse biskop Hans Poulsen Resen kaldte den kryptocalvinistiske præst Oluf Jensen Kock til sig på sit dødsleje for af ham at modtage sakramentet (Oluf Jensen Kock blev senere udvist af landet på grund af sin calvinistiske lære). Det fremhæves også, at hun viste interesse for dansk sprog.
Hun fulgte kongen på flere af hans rejser men har næppe gjort forsøg på politisk indflydelse. Det bør dog bemærkes, at dronningens hjemland, Brandenburg, var et af de fyrstendømmer, som hyldede en stærk fyrstemagt, og dette påvirkede lærde, der beskæftigede sig med politisk tænkning. En af dem var den tyske læge Henning Arnisæus, der i 1619 blev Christian IVs livlæge, og det er muligt, at han påvirkede kongen i en mere selvherskende retning. Men da var Anne Cathrine allerede død.
Hun må have kendt til sin ægtefælles udenoms ægteskabelige forhold i de sidste år af hendes liv. Således fødte hendes kammerpige, Kirsten Madsdatter en søn (Christian Ulrik Gyldenløve) samme år, som hun fødte sønnen Ulrik – ja, faktisk dagen efter.
Anna Cathrine blev efter sin død begravet i Roskilde Domkirke.

## Børn
Hun fødte 6 børn:
- Frederik, født 15. august 1599, død 9. september 1599.
- Christian, født 10. april 1603, som var udvalgt til at efterfølge sin far, men døde 2. juni 1647.
- Sophie, født 4. januar 1605, død 7. september 1605.
- Elisabeth, født 16. marts 1606, død 24. oktober 1608.
- Frederik, født i 1609, efterfulgte sin far som konge, kendt som Frederik 3.
- Ulrik, født 2. februar 1611, død 11. august 1633. Blev myrdet i Schlesien.

Alle børn er begravet med Christian 4. og dronning Anna Cathrine i Christian 4.s Kapel i Roskilde Domkirke

## Eksterne links
- Christian 4.s Kapel i Roskilde Domkirke Arkiveret 7. september 2023 hos  Wayback Machine
- Anna Cathrine af Brandenburg på gravsted.dk

- Wikimedia Commons har flere filer relateret til Anna Cathrine af Brandenburg
- J.A. Fridericia: "Anna Cathrine" (Dansk Biografisk Lexikon, 1. udgave, bind I (1887), s. 287-288)
- Dronning Anna Cathrine på Rosenborgs hjemmeside Arkiveret 12. november 2011 hos  Wayback Machine